# József Szlávy

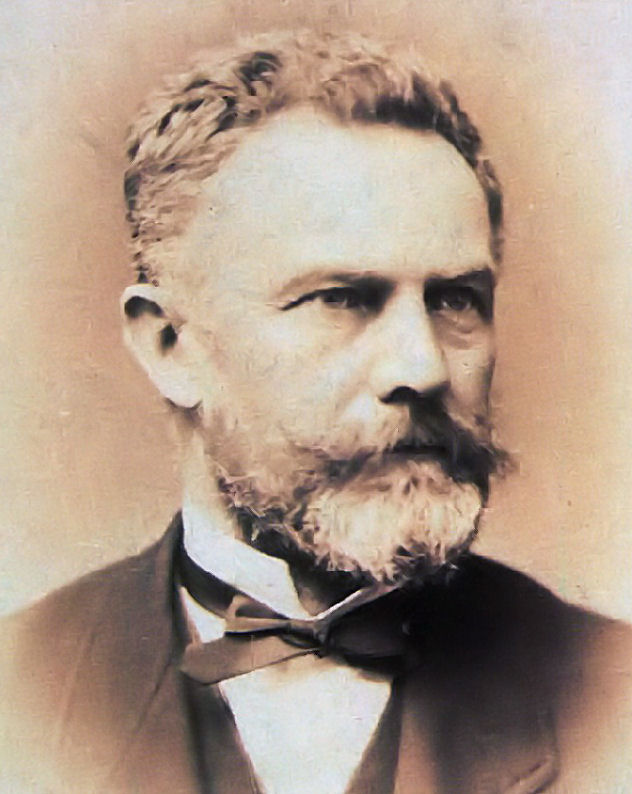
József Szlávy

József Szlávy de Érkenéz et Okány (Győr, 23 november 1818 - Zsitvaújfalu, 8 augustus 1900) was een Hongaars politicus. Van 1872 tot 1874 was hij premier van Hongarije.

## Leven
Szlávy ging in staatsdienst nadat hij in 1844 afgestudeerd was als ingenieur. Hij werd een aanhanger van de liberale partij van Ferenc Deák, waar hij tot de conservatieve vleugel werd gerekend. Tijdens de Hongaarse Revolutie van 1848 was hij als regeringscommissaris verantwoordelijk voor de Hongaarse mijnbouw. Na de Hongaarse nederlaag in 1849 werd hij gevangen genomen en tot 5 jaar gevangenschap veroordeeld. Na 2 jaar werd hij echter vrijgelaten en leidde daarna een teruggetrokken leven, tot hij in 1861 lid werd van de Hongaarse Landdag. In 1865 werd hij opper-ispán van Bihar.
Na de Ausgleich in 1867 bekleedde Szlávy het ambt van staatssecretaris op het ministerie van Binnenlandse Zaken en vanaf 1870 dat van minister van Handel in de regering van graaf Andrássy. Op 2 december 1872 werd hij door keizer-koning Frans Jozef aangesteld als premier van Hongarije, een functie die hij uitoefende tot 1 maart 1874. Aansluitend was hij Hongaars minister van Financiën en vervolgens minister van Defensie, verantwoordelijk voor de Hongaarse landmacht. Als minister van Financiën hield hij de strenge besparingskoers van zijn voorganger Menyhért Lónyay aan.
Van 1879 tot 1880 was hij voorzitter van de Hongaarse Rijksdag, Van 1880 tot 1882 gemeenschappelijk Oostenrijk-Hongaars minister van Financiën en van 1894 tot 1896 was hij voorzitter van het Magnatenhuis, het Hongaarse hogerhuis.